# Denemo
Denemo je grafický notační program používaný především pro GNU LilyPond. Je to svobodný software vydaný pod licencí GPL a založený na knihovnách GTK+. Denemo je vyvíjeno od roku 1999. Program používá knihovnen GTK+ 2 nebo 3, pracuje v Linuxu, Windows a OS X.
Denemo pomáhá s přípravou notového zápisu k vydání a dovoluje uživateli rychlé zadávání not. Zároveň je pomocí LilyPondu prováděna sazba. Noty je možné psát za použití klávesnice počítače, brát je ze vstupu pro MIDI, nebo hrát do mikrofonu zapojeného do zvukové karty. Program přehrává přes vnitřní sampler a může jednat jako klient JACK/MIDI. Denemo v sobě zahrnuje skripty, které jsou určeny ke spouštění hudebních testů a k procvičování pro vzdělávací účely.

## Vlastnosti
Denemo dokáže udělat celý notový zápis (včetně obsahu a kritických poznámek tvořených automaticky z poznámek umístěných v notách) a rovněž úryvky v mnoha formátech, počítaje v to:
- Soubory LilyPond (.ly)
- Soubory PDF
- Soubory MIDI
- Zvukové soubory WAV, OGG
- Obrázkové soubory PNG

Program uživateli umožňuje umísťování odkazů do not vedoucí k původním rukopisům/tiskům (v souborech PDF), což umožňuje přezkoumávání přepisů. Také umožňuje, aby byly nahrávky zvuku propojeny odkazy s notovými zápisy. Synchronizace je zajištěna přes automatické zjištění začátku not; zapsané noty a zvuk jsou přehrávány současně a lze je zpomalit ve skutečném čase, aby se daly zaslechnout nesrovnalosti.
Denemo má všechny své notační funkce přístupně přes klávesové zkratky. Nicméně, ke všemu se lze dostat přes myš, a jak myš tak klávesové zkratky je možné stanovit za pomoci položek v nabídce, kterými se funkce volají. Práce s notami prováděná v rozhraní, které je WYSIWYG, se dá dělat v sazečském zobrazení, např. interaktivní přetvarování obloučků legat. Skriptovací rozhraní Scheme je dostupné také, a příkazy napsané ve Scheme se dají umístit do systému nabídek.